# Llista de medallistes olímpics de piragüisme (homes)
Aquesta és una llista dels medallistes olímpics de piragüisme en categoria masculina:

## Medallistes

### Programa actual

#### Esprint (aigües tranquil·les)

##### C 1 200 m.
| Edició       | Or          | Argent              | Bronze           |
| 2012 Londres | Iuri Txeban | Jevgenij Shuklin    | Ivan Shtyl       |
| 2016 Rio     | Iuri Txeban | Valentin Demyanenko | Isaquias Queiroz |

##### C 1 1000 m.
| Edició               | Or                | Argent             | Bronze            |
| 1936 Berlín          | Frank Amyot       | Bohuslav Karlik    | Erich Koschik     |
| 1948 Londres         | Josef Holeček     | Douglas Bennett    | Robert Boutigny   |
| 1952 Hèlsinki        | Josef Holeček     | János Parti        | Olavi Ojanperä    |
| 1956 Melbourne       | Leon Rotman       | István Hernek      | Guennadi Bukharin |
| 1960 Roma            | János Parti       | Aleksandr Silayev  | Leon Rotman       |
| 1964 Tòquio          | Jürgen Eschert    | Andrei Igorov      | Yevgeny Penyayev  |
| 1968 Ciutat de Mèxic | Tibor Tatai       | Detlef Lewe        | Vitaly Galkov     |
| 1972 Múnic           | Ivan Patzaichin   | Tamás Wichmann     | Detlef Lewe       |
| 1976 Mont-real       | Matija Ljubek     | Vassil Iúrtxenko   | Tamás Wichmann    |
| 1980 Moscou          | Liubomir Liúbenov | Serguei Postrekhin | Eckhard Leue      |
| 1984 Los Angeles     | Ulrich Eicke      | Larry Cain         | Henning Jakobsen  |
| 1988 Seül            | Ivans Klementjevs | Jörg Schmidt       | Nikolai Bukhalov  |
| 1992 Barcelona       | Nikolai Bukhalov  | Ivans Klementjevs  | György Zala       |
| 1996 Atlanta         | Martin Doktor     | Ivans Klementjevs  | György Zala       |
| 2000 Sydney          | Andreas Dittmer   | Ledis Balceiro     | Stephen Giles     |
| 2004 Atenes          | David Cal         | Andreas Dittmer    | Attila Vajda      |
| 2008 Pequín          | Attila Vajda      | David Cal          | Thomas Hall       |
| 2012 Londres         | Sebastian Brendel | David Cal          | Mark Oldershaw    |
| 2016 Rio             | Sebastian Brendel | Isaquias Queiroz   | Ilia Shtokalov    |

##### C 2 1000 m.
| Edició               | Or                                                  | Argent                                             | Bronze                                         |
| 1936 Berlín          | TxecoslovàquiaVladimír Syrovátka · Jan Brzák-Felix  | ÀustriaRupert Weinstabl · Karl Proisl              | CanadàFrank Saker · Harvey Charters            |
| 1948 Londres         | TxecoslovàquiaJan Brzák-Felix · Bohumil Kudrna      | Estats UnitsSteven Lysak · Stephen Macknowski      | FrançaGeorges Dransart · Georges Gandil        |
| 1952 Hèlsinki        | DinamarcaBent Peder Rasch · Finn Haunstoft          | TxecoslovàquiaJan Brzák-Felix · Bohumil Kudrna     | AlemanyaEgon Drews · Wilfried Soltau           |
| 1956 Melbourne       | RomaniaAlexe Dumitru · Simion Ismailciuc            | Unió SovièticaPàvel Kharin · Gratsian Bótev        | HongriaKároly Wieland · Ferenc Mohácsi         |
| 1960 Roma            | Unió SovièticaLeanid Hèixtor · Serhí Makàrenko      | ItàliaAldo Dezi · Francesco La Macchia             | HongriaImre Farkas · András Törő               |
| 1964 Tòquio          | Unió SovièticaAndrí Khímitx · Stepan Osxépkov       | FrançaJean Boudehen · Michel Chapuis               | DinamarcaPeer Nielsen · John Sørensen          |
| 1968 Ciutat de Mèxic | RomaniaIvan Patzaichin · Serghei Covaliov           | HongriaTamás Wichmann · Gyula Petrikovics          | Unió SovièticaNaüm Prókupets · Mikhaïl Zamotin |
| 1972 Múnic           | Unió SovièticaVladas Česiūnas · Iuri Lobànov        | RomaniaIvan Patzaichin · Serghei Covaliov          | BulgàriaFedia Damiànov · Ivan Burtxin          |
| 1976 Mont-real       | Unió SovièticaSerhí Petrenko · Aleksandr Vinogràdov | RomaniaGheorghe Danielov · Gheorghe Simionov       | HongriaTamás Buday · Oszkár Frey               |
| 1980 Moscou          | RomaniaIvan Patzaichin · Toma Simionov              | RDAOlaf Heukrodt · Uwe Madeja                      | Unió SovièticaVassil Iúrtxenko · Iuri Lobànov  |
| 1984 Los Angeles     | RomaniaIvan Patzaichin · Toma Simionov              | IugoslàviaMatija Ljubek · Mirko Nišović            | FrançaDidier Hoyer · Eric Renaud               |
| 1988 Seül            | Unió SovièticaVictor Reneischi · Nicolae Juravschi  | RDAOlaf Heukrodt · Ingo Spelly                     | PolòniaMarek Dopierała · Marek Łbik            |
| 1992 Barcelona       | AlemanyaUlrich Papke · Ingo Spelly                  | DinamarcaChristian Frederiksen · Arne Nielsson     | FrançaDidier Hoyer · Olivier Boivin            |
| 1996 Atlanta         | AlemanyaGunar Kirchbach · Andreas Dittmer           | RomaniaMarcel Glavan · Antonel Borsan              | HongriaGyörgy Kolonics · Csaba Horváth         |
| 2000 Sydney          | RomaniaMitică Pricop · Florin Popescu               | CubaIbrahim Rojas · Leobaldo Pereira               | AlemanyaStefan Utess · Lars Kober              |
| 2004 Atenes          | AlemanyaChristian Gille · Tomasz Wylenzek           | RússiaAleksandr Kostoglod · Aleksandr Kovalev      | HongriaGyörgy Kozmann · György Kolonics        |
| 2008 Pequín          | BelarúsAndrei Bahdanovich · Aliaksandr Bahdanovich  | AlemanyaChristian Gille · Tomasz Wylenzek          | HongriaGyörgy Kozmann · Tamás Kiss             |
| 2012 Londres         | AlemanyaPeter Kretschmer · Kurt Kuschela            | BelarúsAndrei Bahdanovich · Aliaksandr Bahdanovich | RússiaAlexey Korovashkov · Ilya Pervukhin      |
| 2016 Rio             | AlemanyaSebastian Brendel · Jan Vandrey             | BrasilErlon Silva · Isaquias Queiroz               | UcraïnaDmytro Ianchuk · Taras Mishchuk         |

##### K 1 200 m.
| Edició       | Or          | Argent          | Bronze                      |
| 2012 Londres | Ed McKeever | Saúl Craviotto  | Mark de Jonge               |
| 2016 Rio     | Liam Heath  | Maxime Beaumont | Saúl Craviotto Ronald Rauhe |

##### K 1 1000 m.
| Edició               | Or                  | Argent              | Bronze           |
| 1936 Berlín          | Gregor Hradetzky    | Helmut Cammerer     | Jaap Kraaier     |
| 1948 Londres         | Gert Fredriksson    | Johan Andersen      | Henri Eberhardt  |
| 1952 Hèlsinki        | Gert Fredriksson    | Thorvald Stromberg  | Louis Gantois    |
| 1956 Melbourne       | Gert Fredriksson    | Igor Pissarov       | Lajos Kiss       |
| 1960 Roma            | Erik Hansen         | Imre Szöllősi       | Gert Fredriksson |
| 1964 Tòquio          | Rolf Peterson       | Mihály Hesz         | Aurel Vernescu   |
| 1968 Ciutat de Mèxic | Mihály Hesz         | Aleksandr Xaparenko | Erik Hansen      |
| 1972 Múnic           | Aleksandr Xaparenko | Rolf Peterson       | Géza Csapó       |
| 1976 Mont-real       | Rüdiger Helm        | Géza Csapó          | Vasile Dîba      |
| 1980 Moscou          | Rüdiger Helm        | Alain Lebas         | Ion Bîrlădeanu   |
| 1984 Los Angeles     | Alan Thompson       | Milan Janić         | Greg Barton      |
| 1988 Seül            | Greg Barton         | Grant Davies        | André Wohllebe   |
| 1992 Barcelona       | Clint Robinson      | Knut Holmann        | Greg Barton      |
| 1996 Atlanta         | Knut Holmann        | Beniamino Bonomi    | Clint Robinson   |
| 2000 Sydney          | Knut Holmann        | Petar Merkov        | Tim Brabants     |
| 2004 Atenes          | Eirik Verås Larsen  | Ben Fouhy           | Adam Koeverden   |
| 2008 Pequín          | Tim Brabants        | Eirik Verås Larsen  | Ken Wallace      |
| 2012 Londres         | Eirik Verås Larsen  | Adam Koeverden      | Max Hoff         |
| 2016 Rio             | Marcus Walz         | Josef Dostál        | Roman Anoshkin   |

##### K 2 200 m.
| Edició       | Or                                         | Argent                                     | Bronze                                       |
| 2012 Londres | RússiaYury Postrigay · Alexander Dyachenko | BelarúsRaman Piatrushenka · Vadzim Makhneu | Regne UnitLiam Heath · Jon Schofield         |
| 2016 Rio     | EspanyaSaúl Craviotto · Cristian Toro      | Regne UnitLiam Heath · Jon Schofield       | LituàniaAurimas Lankas · Edvinas Ramanauskas |

##### K 2 1000 m.
| Edició               | Or                                                      | Argent                                            | Bronze                                          |
| 1936 Berlín          | ÀustriaAdolf Kainz · Alfons Dorfner                     | AlemanyaEwald Tilker · Fritz Bondroit             | Països BaixosNicolaas Tates · Wim van der Kroft |
| 1948 Londres         | SuèciaHans Berglund · Lennart Klingström                | DinamarcaEjvind Hansen · Jakob Jensen             | FinlàndiaThor Axelsson · Nils Björklöf          |
| 1952 Hèlsinki        | FinlàndiaKurt Wires · Yrjö Hietanen                     | SuèciaLars Glasser · Ingemar Hedberg              | ÀustriaMaximilian Raub · Herbert Wiedermann     |
| 1956 Melbourne       | AlemanyaMichael Scheuer · Meinrad Miltenberger          | Unió SovièticaMikhaïl Kaaleste · Anatoli Demitkov | ÀustriaMaximilian Raub · Herbert Wiedermann     |
| 1960 Roma            | SuèciaGert Fredriksson · Sven-Olov Sjödelius            | HongriaAndrás Szente · György Mészáros            | PolòniaStefan Kaplaniak · Władysław Zieliński   |
| 1964 Tòquio          | SuèciaSven-Olov Sjödelius · Gunnar Utterberg            | Països BaixosAntonius Geurts · Paulus Hoekstra    | AlemanyaHeinz Büker · Holger Zander             |
| 1968 Ciutat de Mèxic | Unió SovièticaAleksandr Xaparenko · Vladímir Morózov    | HongriaCsaba Giczi · István Timár                 | ÀustriaGerhard Seibold · Günther Pfaff          |
| 1972 Múnic           | Unió SovièticaNikolai Gorbatxov · Víktor Kratassiuk     | HongriaJózsef Deme · János Rátkai                 | PolòniaWładysław Szuszkiewicz · Rafał Piszcz    |
| 1976 Mont-real       | Unió SovièticaSerhí Nahorni · Uladzímir Romanovski      | RDAJoachim Mattern · Bernd Olbricht               | HongriaZoltán Bakó · István Szabó               |
| 1980 Moscou          | Unió SovièticaUladzímir Parfianòvitx · Serguei Txukhrai | HongriaIstván Szabó · István Joós                 | EspanyaLuis Gregorio Ramos Herminio Menéndez    |
| 1984 Los Angeles     | CanadàHugh Fisher · Alwyn Morris                        | FrançaBernard Brégeon · Patrick Lefoulon          | AustràliaBarry Kelly · Grant Kenny              |
| 1988 Seül            | Estats UnitsGreg Barton · Norman Bellingham             | Nova ZelandaIan Ferguson · Paul MacDonald         | AustràliaPeter Foster · Kelvin Graham           |
| 1992 Barcelona       | AlemanyaKay Bluhm · Torsten Gutsche                     | SuèciaKalle Sundqvist · Gunnar Olsson             | PolòniaGrzegorz Kotowicz · Dariusz Białkowski   |
| 1996 Atlanta         | ItàliaDaniele Scarpa · Antonio Rossi                    | AlemanyaKay Bluhm · Torsten Gutsche               | BulgàriaAndrian Dushev · Milko Kazanov          |
| 2000 Sydney          | ItàliaAntonio Rossi · Beniamino Bonomi                  | SuèciaMarkus Oscarsson · Henrik Nilsson           | HongriaKrisztián Bártfai · Krisztián Veréb      |
| 2004 Atenes          | SuèciaMarkus Oscarsson · Henrik Nilsson                 | ItàliaAntonio Rossi · Beniamino Bonomi            | NoruegaEirik Verås Larsen · Nils Olav Fjeldheim |
| 2008 Pequín          | AlemanyaAndreas Ihle · Martin Hollstein                 | DinamarcaKim Wraae Knudsen · Rene Holten Poulsen  | ItàliaAndrea Facchin · Antonio M. Scaduto       |
| 2012 Londres         | HongriaRudolf Dombi · Roland Kökény                     | PortugalFernando Pimenta · Emanuel Silva          | AlemanyaAndreas Ihle · Martin Hollstein         |
| 2016 Rio             | AlemanyaMax Rendschmidt · Marcus Gross                  | SèrbiaMarko Tomićević · Milenko Zorić             | AustràliaKen Wallace · Lachlan Tame             |

##### K 4 1000 m.
| Edició               | Or                                                                                      | Argent                                                                                 | Bronze                                                                             |
| 1964 Tòquio          | Unió SovièticaNikolai Txújikov · Anatoli Grixin · Viatxeslav Iónov · Vladímir Morózov   | AlemanyaGünther Perleberg · Bernhard Schulze · Friedhelm Wentzke · Holger Zander       | RomaniaSimion Cuciuc · Atanase Sciotnic · Mihai Ţurcaş · Aurel Vernescu            |
| 1968 Ciutat de Mèxic | NoruegaSteinar Amundsen · Tore Berger · Egil Søby · Jan Johansen                        | RomaniaAnton Calenic · Haralambie Ivanov · Dimitrie Ivanov · Mihai Ţurcaş              | HongriaCsaba Giczi · Imre Szöllősi · István Timár · István Csizmadia               |
| 1972 Múnic           | Unió SovièticaIuri Filàtov · Iuri Stetsenko · Vladímir Morózov · Valeri Didenko         | RomaniaAurel Vernescu · Mihai Zafiu · Roman Vartolomeu · Atanase Sciotnic              | NoruegaEgil Søby · Steinar Amundsen · Tore Berger · Jan Johansen                   |
| 1976 Mont-real       | Unió SovièticaSerguei Txukhrai · Aleksandr Degtiariov · Iuri Filàtov · Vladimir Morózov | EspanyaJosé María Esteban · José Ramón López · Herminio Menéndez · Luis Gregorio Ramos | RDAFrank-Peter Bischof · Bernd Duvigneau · Rüdiger Helm · Jürgen Lehnert           |
| 1980 Moscou          | RDARüdiger Helm · Bernd Olbricht · Harald Marg · Bernd Duvigneau                        | RomaniaMihai Zafiu · Vasile Dîba · Ion Geantă · Nicuşor Eşanu                          | BulgàriaBorislav Boríssov · Bozhidar Milenkov · Làzar Khrístov · Ivan Manev        |
| 1984 Los Angeles     | Nova ZelandaGrant Bramwell · Ian Ferguson · Paul MacDonald · Alan Thompson              | SuèciaPer-Inge Bengtsson · Tommy Karls · Lars-Erik Moberg · Thomas Ohlsson             | FrançaFrançois Barouh · Philippe Boccara · Pascal Boucherit · Didier Vavasseur     |
| 1988 Seül            | HongriaZsolt Gyulay · Ferenc Csipes · Sándor Hódosi · Attila Ábrahám                    | Unió SovièticaAleksandr Motuzenko · Serguei Kirsànov · Igor Nagayev · Víktor Deníssov  | RDAKay Bluhm · André Wohllebe · Andreas Stahle · Hans-Jörg Bliesener               |
| 1992 Barcelona       | AlemanyaMario Von Appen · Oliver Kegel · Thomas Reineck · André Wohllebe                | HongriaFerenc Csipes · Zsolt Gyulay · Attila Ábrahám · László Fidel                    | AustràliaRamon Andersson · Kelvin Graham · Ian Rowling · Steven Wood               |
| 1996 Atlanta         | AlemanyaThomas Reineck · Olaf Winter · Detlef Hofmann · Mark Zabel                      | HongriaAndrás Rajna · Gábor Horváth · Ferenc Csipes · Attila Adrovicz                  | RússiaOleg Gorobiy · Serguei Verlin · Georgiy Tsybulnikov · Anatoli Tishchenko     |
| 2000 Sydney          | HongriaZoltán Kammerer · Botond Storcz · Ákos Vereckei · Gábor Horváth                  | AlemanyaJan Schäfer · Mark Zabel · Björn Bach · Stefan Ulm                             | PolòniaGrzegorz Kotowicz · Adam Seroczyński · Dariusz Białkowski · Marek Witkowski |
| 2004 Atenes          | HongriaZoltán Kammerer · Botond Storcz · Ákos Vereckei · Gábor Horváth                  | AlemanyaAndreas Ihle · Mark Zabel · Björn Bach · Stefan Ulm                            | EslovàquiaRichard Riszdorfer · Michal Riszdorfer · Erik Vlček · Juraj Bača         |
| 2008 Pequín          | BelarúsRaman Piatrushenka · Aliaksei Abalmasau · Artur Litvinchuk · Vadzim Makhneu      | EslovàquiaRichard Riszdorfer · Michal Riszdorfer · Erik Vlček · Juraj Tarr             | AlemanyaLutz Altepost · Norman Brockl · Torsten Eckbrett · Bjorn Goldschmidt       |
| 2012 Londres         | AustràliaTate Smith · Dave Smith · Murray Stewart · Jacob Clear                         | HongriaZoltán Kammerer · Dávid Tóth · Tamás Kulifai · Dániel Pauman                    | TxèquiaDaniel Havel · Lukáš Trefil · Josef Dostál · Jan Štĕrba                     |
| 2016 Rio             | AlemanyaMax Rendschmidt · Tom Liebscher · Max Hoff · Marcus Gross                       | EslovàquiaDenis Myšák · Erik Vlček · Juraj Tarr · Tibor Linka                          | TxèquiaDaniel Havel · Lukáš Trefil · Josef Dostál · Jan Štěrba                     |

#### Eslàlom (aigües braves)

##### C 1
| Edició         | Or                                 | Argent                             | Bronze                             |
| 1972 Múnic     | Reinhard Eiben                     | Reinhold Kauder                    | James McEwan                       |
| 1976 – 1988    | No fou inclòs als programa olímpic | No fou inclòs als programa olímpic | No fou inclòs als programa olímpic |
| 1992 Barcelona | Lukáš Pollert                      | Gareth Marriott                    | Jacky Avril                        |
| 1996 Atlanta   | Michal Martikán                    | Lukáš Pollert                      | Patrice Estanguet                  |
| 2000 Sydney    | Tony Estanguet                     | Michal Martikán                    | Juraj Minčík                       |
| 2004 Atenes    | Tony Estanguet                     | Michal Martikán                    | Stefan Pfannmoller                 |
| 2008 Pequín    | Michal Martikán                    | David Florence                     | Robin Bell                         |
| 2012 Londres   | Tony Estanguet                     | Sideris Tasiadis                   | Michal Martikán                    |
| 2016 Rio       | Denis Gargaud Chanut               | Matej Beňuš                        | Takuya Haneda                      |

##### C 2
| Edició         | Or                                                | Argent                                            | Bronze                                            |
| 1972 Múnic     | RDAWalter Hofmann · Rolf-Dieter Amend             | RFAHans-Otto Schumacher · Wilhelm Baues           | FrançaJean-Louis Olry · Jean-Claude Olry          |
| 1976 – 1988    | No fou inclòs als programa olímpic                | No fou inclòs als programa olímpic                | No fou inclòs als programa olímpic                |
| 1992 Barcelona | Estats UnitsJoe Jacobi · Scott Strausbaugh        | TxecoslovàquiaJiří Rohan · Miroslav Šimek         | FrançaFranck Adisson · Wilfrid Forgues            |
| 1996 Atlanta   | FrançaFranck Adisson · Wilfrid Forgues            | TxèquiaJiří Rohan · Miroslav Šimek                | AlemanyaAndre Ehrenberg · Michael Senft           |
| 2000 Sydney    | EslovàquiaPavol Hochschorner · Peter Hochschorner | PolòniaKrzysztof Kołomański · Michał Staniszewski | TxèquiaMarek Jiras · Tomáš Máder                  |
| 2004 Atenes    | EslovàquiaPavol Hochschorner · Peter Hochschorner | AlemanyaMarcus Becker · Stefan Henze              | TxèquiaJaroslav Volf · Ondřej Štěpánek            |
| 2008 Pequín    | EslovàquiaPavol Hochschorner · Peter Hochschorner | TxèquiaOndřej Štěpánek · Jaroslav Volf            | RússiaMikhaïl Kuznetsov · Dmitry Larionov         |
| 2012 Londres   | Regne UnitTimothy Baillie · Etienne Stott         | Regne UnitDavid Florence · Richard Hounslow       | EslovàquiaPavol Hochschorner · Peter Hochschorner |
| 2016 Rio       | EslovàquiaLadislav Škantár · Peter Škantár        | Regne UnitDavid Florence · Richard Hounslow       | FrançaGauthier Klauss · Matthieu Péché            |

##### K 1
| Edició         | Or                                 | Argent                             | Bronze                             |
| 1972 Múnic     | Siegbert Horn                      | Norbert Sattler                    | Harald Gimpel                      |
| 1976 – 1988    | No fou inclòs als programa olímpic | No fou inclòs als programa olímpic | No fou inclòs als programa olímpic |
| 1992 Barcelona | Pierpaolo Ferrazzi                 | Sylvain Curinier                   | Jochen Lettmann                    |
| 1996 Atlanta   | Oliver Fix                         | Andraz Vehovar                     | Thomas Becker                      |
| 2000 Sydney    | Thomas Schmidt                     | Paul Ratcliffe                     | Pierpaolo Ferrazzi                 |
| 2004 Atenes    | Benoît Peschier                    | Campbell Walsh                     | Fabien Lefèvre                     |
| 2008 Pequín    | Alexander Grimm                    | Fabien Lefèvre                     | Benjamin Boukpeti                  |
| 2012 Londres   | Daniele Molmenti                   | Vavřinec Hradilek                  | Hannes Aigner                      |
| 2016 Rio       | Joseph Clarke                      | Peter Kauzer                       | Jiří Prskavec                      |

Notes
1. ↑  L'any 1936 l'Informe Oficial dels Jocs donà com a guanyadors de la medalla de plata Josef Kampfl i Alois Edeltitsch. Posteriorment el Comitè Olímpic Internacional esmenà aquest error dels seus arxius.

### Programa eliminat

#### Esprint (aigües tranquil·les)

##### C 1 500 m.
| Edició           | Or                 | Argent              | Bronze          |
| 1976 Mont-real   | Aleksandr Rógov    | John Wood           | Matija Ljubek   |
| 1980 Moscou      | Serguei Postrekhin | Liubomir Liúbenov   | Olaf Heukrodt   |
| 1984 Los Angeles | Larry Cain         | Henning Jakobsen    | Costicǎ Olaru   |
| 1988 Seül        | Olaf Heukrodt      | Michał Śliwiński    | Martín Màrinov  |
| 1992 Barcelona   | Nikolai Bukhalov   | Michał Śliwiński    | Olaf Heukrodt   |
| 1996 Atlanta     | Martin Doktor      | Slavomír Kňazovický | Imre Pulai      |
| 2000 Sydney      | György Kolonics    | Maxim Opalev        | Andreas Dittmer |
| 2004 Atenes      | Andreas Dittmer    | David Cal           | Maxim Opalev    |
| 2008 Pequín      | Maxim Opalev       | David Cal           | Iuri Txeban     |

##### C 1 10000 m.
| Edició         | Or              | Argent       | Bronze            |
| 1948 Londres   | František Čapek | Frank Havens | Norman Lane       |
| 1952 Hèlsinki  | Frank Havens    | Gábor Novák  | Alfréd Jindra     |
| 1956 Melbourne | Leon Rotman     | János Parti  | Guennadi Bukharin |

##### C 2 500 m.
| Edició           | Or                                                  | Argent                                        | Bronze                                        |
| 1976 Mont-real   | Unió SovièticaSerhí Petrenko · Aleksandr Vinogràdov | PolòniaAndrzej Gronowicz · Jerzy Opara        | HongriaTamás Buday · Oszkár Frey              |
| 1980 Moscou      | HongriaLászló Foltán · István Vaskúti               | RomaniaIvan Potzaichin · Petre Capusta        | BulgàriaBorislav Ananiev · Nikolai Ilkov      |
| 1984 Los Angeles | IugoslàviaMatija Ljubek · Mirko Nišović             | RomaniaIvan Patzaichin · Toma Simionov        | EspanyaEnrique Míguez · Narciso Suárez        |
| 1988 Seül        | Unió SovièticaVictor Reneischi · Nicolae Juravschi  | PolòniaMarek Dopierała · Marek Łbik           | FrançaPhilippe Renaud · Joël Bettin           |
| 1992 Barcelona   | Equip UnificatDmitri Dovgalenok Aleksandr Maseikov  | AlemanyaUlrich Papke · Ingo Spelly            | BulgàriaMartín Màrinov · Blagovest Stoyanov   |
| 1996 Atlanta     | HongriaGyörgy Kolonics · Csaba Horváth              | MoldàviaVictor Reneischi · Nicolae Juravschi  | RomaniaGrigore Obreja · Gheorghe Andriev      |
| 2000 Sydney      | HongriaFerenc Novák · Imre Pulai                    | PolòniaDaniel Jędraszko · Paweł Baraszkiewicz | RomaniaMitică Pricop · Florin Popescu         |
| 2004 Atenes      | R.P. de la XinaMeng Guanliang · Yang Wenjun         | CubaIbrahim Rojas · Ledis Balceiro            | RússiaAleksandr Kostoglod · Aleksandr Kovalev |
| 2008 Pequín      | R.P. de la XinaMeng Guanliang · Yang Wenjun         | RússiaSerguei Uleguin · Aleksandr Kostoglod   | AlemanyaChristian Gille · Thomasz Wylenzek    |

##### C-2 10000 m
| Edició         | Or                                            | Argent                                  | Bronze                                  |
| 1936 Berlín    | TxecoslovàquiaVáclav Mottl · Zdeněk Škrland   | CanadàFrank Saker · Harvey Charters     | ÀustriaRupert Weinstabl · Karl Proisl   |
| 1948 Londres   | Estats UnitsSteven Lysak · Stephen Macknowski | TxecoslovàquiaVácláv Havel · Jiří Pecka | FrançaGeorges Dransart · Georges Gandil |
| 1952 Hèlsinki  | FrançaGeorges Turlier · Jean Laudet           | CanadàKenneth Lane · Donald Hawgood     | AlemanyaEgon Drews · Wilfried Soltau    |
| 1956 Melbourne | Unió SovièticaPàvel Kharin · Gratsian Bótev   | FrançaGeorges Dransart · Marcel Renaud  | HongriaImre Farkas · József Hunics      |

##### K 1 500 m.
| Edició           | Or                     | Argent             | Bronze           |
| 1976 Mont-real   | Vasile Dîba            | Zoltán Sztanity    | Rüdiger Helm     |
| 1980 Moscou      | Uladzímir Parfianòvitx | John Sumegi        | Vasile Diba      |
| 1984 Los Angeles | Ian Ferguson           | Lars-Erik Moberg   | Bernard Brégeon  |
| 1988 Seül        | Zsolt Gyulay           | Andreas Stahle     | Paul MacDonald   |
| 1992 Barcelona   | Mikko Kolehmainen      | Zsolt Gyulay       | Knut Holmann     |
| 1996 Atlanta     | Antonio Rossi          | Knut Holmann       | Piotr Markiewicz |
| 2000 Sydney      | Knut Holmann           | Petar Merkov       | Michael Kolganov |
| 2004 Atenes      | Adam van Koeverden     | Nathan Baggaley    | Ian Wynne        |
| 2008 Pequín      | Ken Wallace            | Adam van Koeverden | Tim Brabants     |

##### K-1 10000 metres
| Edició         | Or                 | Argent             | Bronze          |
| 1936 Berlín    | Ernst Krebs        | Fritz Landertinger | Ernest Riedel   |
| 1948 Londres   | Gert Fredriksson   | Kurt Wires         | Eivind Skabo    |
| 1952 Hèlsinki  | Thorvald Stromberg | Gert Fredriksson   | Michael Scheuer |
| 1956 Melbourne | Gert Fredriksson   | Ferenc Hatlaczky   | Michael Scheuer |

##### K-1 4x500 m. relleus
| Edició    | Or                                                                         | Argent                                                                 | Bronze                                                               |
| 1960 Roma | AlemanyaDieter Krause · Günther Perleberg · Paul Lange · Friedhelm Wentzke | HongriaImre Szöllősi · Imre Kemeczei · András Szente · György Mészáros | DinamarcaErik Hansen · Helmuth Sørensen · Arne Høyer · Erling Jessen |

##### K 2 500 m.
| Edició           | Or                                                      | Argent                                             | Bronze                                     |
| 1976 Mont-real   | RDAJoachim Mattern · Bernd Olbricht                     | Unió SovièticaSerhí Nahorni · Uladzímir Romanovski | RomaniaLarion Serghei · Policarp Malîhin   |
| 1980 Moscou      | Unió SovièticaUladzimir Parfianovich · Serguei Txukhrai | EspanyaHerminio Menéndez Guillermo del Riego       | RDARüdiger Helm · Bernd Olbricht           |
| 1984 Los Angeles | Nova ZelandaIan Ferguson · Paul MacDonald               | SuèciaPer-Inge Bengtsson · Lars-Erik Moberg        | CanadàHugh Fisher · Alwyn Morris           |
| 1988 Seül        | Nova ZelandaIan Ferguson · Paul MacDonald               | Unió SovièticaIgor Nagayev · Víktor Deníssov       | HongriaAttila Ábrahám · Ferenc Csipes      |
| 1992 Barcelona   | AlemanyaKay Bluhm · Torsten Gutsche                     | PolòniaMaciej Freimut · Wojciech Kurpiewski        | ItàliaBruno Dreossi · Antonio Rossi        |
| 1996 Atlanta     | AlemanyaKay Bluhm · Torsten Gutsche                     | ItàliaBeniamino Bonomi · Daniele Scarpa            | AustràliaAndrew Trim · Daniel Collins      |
| 2000 Sydney      | HongriaZoltán Kammerer · Botond Storcz                  | AustràliaAndrew Trim · Daniel Collins              | AlemanyaRonald Rauhe · Tim Wieskötter      |
| 2004 Atenes      | AlemanyaRonald Rauhe · Tim Wieskötter                   | AustràliaClint Robinson · Nathan Baggaley          | BelarúsRaman Piatrushenka · Vadzim Makhneu |
| 2008 Pequín      | EspanyaSaúl Craviotto · Carlos Pérez                    | AlemanyaRonald Rauhe · Tim Wieskotter              | BelarúsRaman Piatrushenka · Vadzim Makhneu |

##### K-2 10000 m.
| Edició         | Or                                       | Argent                                   | Bronze                                 |
| 1936 Berlín    | AlemanyaPaul Wevers · Ludwig Landen      | ÀustriaViktor Kalisch · Karl Steinhuber  | SuèciaTage Fahlborg · Helge Larsson    |
| 1948 Londres   | SuèciaGunnar Akerlund · Hans Wetterström | NoruegaIvar Mathisen · Knut Ostbye       | FinlàndiaThor Axelsson · Nils Björklöf |
| 1952 Hèlsinki  | FinlàndiaKurt Wires · Yrjö Hietanen      | SuèciaGunnar Akerlund · Hans Wetterström | HongriaFerenc Varga · József Gurovits  |
| 1956 Melbourne | HongriaJános Urányi · László Fábián      | AlemanyaFritz Briel · Theodor Kleine     | AustràliaDennis Green · Walter Brown   |

##### K-1 (plegable) 10000 m.
| Edició      | Or               | Argent          | Bronze        |
| 1936 Berlín | Gregor Hradetzky | Henri Eberhardt | Xaver Hörmann |

##### K-2 (plegable) 10000 m.
| Edició      | Or                                    | Argent                             | Bronze                                     |
| 1936 Berlín | SuèciaSven Johansson · Erik Bladström | AlemanyaWilli Horn · Erich Hanisch | Països BaixosPiet Wijdekop · Kees Wijdekop |